# Elliots kolibrie
Elliots kolibrie (Selasphorus ellioti synoniem:  Atthis ellioti) is een vogel uit de familie Trochilidae (kolibries). De vogel is genoemd naar de Amerikaanse ornitholoog Daniel Giraud Elliot.

## Verspreiding en leefgebied
Deze soort komt voor van zuidelijk Mexico tot Honduras en telt twee ondersoorten:
- S. e. ellioti: zuidelijk Mexico en Guatemala.
- S. a. selasphoroides: Honduras.

## Status
De grootte van de populatie is in 2020 geschat op 20-50 duizend volwassen vogels. Op de Rode lijst van de IUCN heeft deze soort de status niet bedreigd.